# Walckenaeria kazakhstanica
Walckenaeria kazakhstanica là một loài nhện trong họ Linyphiidae.
Loài này thuộc chi Walckenaeria. Walckenaeria kazakhstanica được Kirill Yuryevich Eskov miêu tả năm 1995.